# Ulla Berthels
Ulla Berthels, senast folkbokförd Elsa Ulla-Brita Bertels Svensson, född 10 april 1923 i Adolf Fredriks församling i Stockholm, död 18 augusti 1990 i Ålems församling i Kalmar län, var en svensk målare.
Ulla Berthels var enda barnet till skådespelarparet Theodor Berthels och Greta Berthels. Berthels har gått på följande skolor: Elena Mickeéw (1937–1938), Edvin Ollers målarskola (1940–1941), Isaac Grünewalds målarskola (1942–1944), Valands konsthögskola (Göteborg 1944–1947). Hon har haft studier i Italien, Danmark, Norge och Finland. Separatutställning i Sollefteå 1947. Hon utkom 1948 med diktsamlingen På alla dunkelvägar.
År 1950 hade hon utställning tillsammans med Märtha Börjeson på De ungas salong, Stockholm med verk bland annat från Näsåker, Ångermanland. Hon granskade också översättningar från ryska romaner bland annat Tre Systrar av Tjechov.
Ulla Berthels var 1948–1950 gift med danske arkitekten Jan Balslev, 1952–1955 med polske stewarden Bruno Cizewski (1927–2009) och 1966 till sin död med konsthandlaren Sven Svensson (1915–1994).